# Kileler
Kileler (tiếng Hy Lạp: ?) là một khu tự quản ở vùng Thessalía, Hy Lạp. Khu tự quản Kileler có diện tích 976 km², dân số theo điều tra ngày 18 tháng 3 năm 2001 là 22719 người.